# 宮城県の県道一覧
宮城県の県道一覧（みやぎけんのけんどういちらん）は、宮城県を通る県道の一覧である。
政令指定都市主要地方道に指定されている仙台市道についても記載する。
なお、路線名の後の※印は冬季閉鎖区間があることを示す。

## 主要地方道

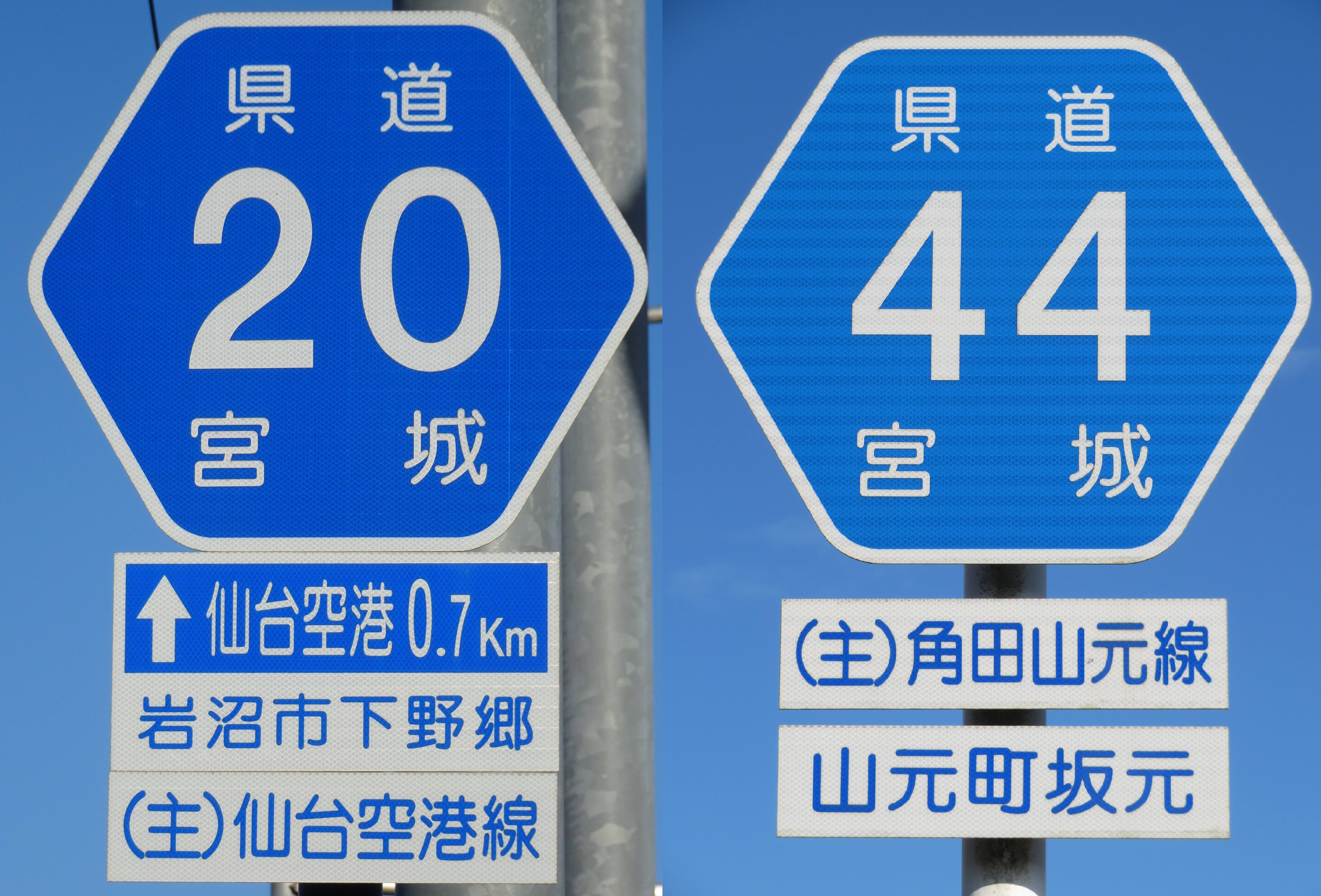
宮城県道における主要地方道の路線番号標識の設置例（路線名称板の路線名称の前に「（主）」が表記されている。設置場所・時期により名称板の様式が異なっている。）

- 1 古川佐沼線（大崎市古川荒谷 - 栗原市高清水間は国道4号と重複）
- 2 石巻鮎川線（起点 - 石巻市渡波町間は国道398号と重複）
- 3 塩釜吉岡線
- 4 中田栗駒線
- 5 気仙沼港線
- 6 石巻停車場線
- 7 石巻港線
- 8 仙台松島線（利府街道。三陸自動車道利府中IC - 松島北IC間も含む）
- 9 大和松島線
- 10 塩釜亘理線（起点 - 多賀城市八幡間は国道45号と重複）
- 11 塩釜港線
- 12 白石上山線（山形県道と共通、「蔵王エコーライン」） ※
- 13 上山七ヶ宿線（山形県道と共通） ※
- 14 亘理大河原川崎線
- 15 古川登米線
- 16 石巻鹿島台色麻線（2019年3月29日に県道16号石巻鹿島台大衡線と宮城県道148号本町大衡線を統合[3]）
- 17 栗駒岩出山線
- 18 本吉室根線（岩手県道と共通）
- 19 鹿島台高清水線
- 20 仙台空港線
- 21 河南米山線
- 22 仙台泉線（通称「泉中央通り」・「勾当台通り」。旧国道4号）
- 23 仙台塩釜線（通称「産業道路」）
- 24 白石丸森線
- 25 岩沼蔵王線
- 26 気仙沼唐桑線（旧国道45号）
- 27 奥松島松島公園線（愛称「奥松島パークライン」）
- 28 丸森柴田線
- 29 河南築館線
- 30 河北桃生線
- 31 仙台村田線（起点 - 青葉区折立十字路間は旧国道48号）
- 32 古川松山線
- 33 石巻河北線
- 34 気仙沼陸前高田線（岩手県道と共通。宮城県道最北端路線）
- 35 泉塩釜線（塩釜街道）
- 36 築館登米線（みやぎ県北高速幹線道路も含む）
- 37 仙台北環状線
- 38 相馬亘理線（福島県道と共通。）
- 39 仙台岩沼線
- 40 利府松山線
- 41 女川牡鹿線
- 42 築館栗駒公園線 ※
- 43 矢本河南線
- 44 角田山元線
- 45 丸森霊山線（福島県道と共通。福島県境部不通）
- 46 白石国見線（福島県道と共通）
- 47 蔵王川崎線
- 48 弥栄金成線（岩手県道と共通）
- 49 栗駒平泉線（岩手県道と共通。2014年4月18日に栗駒衣川線から変更[4]）
- 50 白石柴田線（旧国道4号）
- 51 南蔵王七ヶ宿線
- 52 亘理村田蔵王線（2019年3月29日に県道52号亘理村田線と県道222号寄井蔵王線を統合[3]）
- 53 （欠番、仙台南インター線（仙台南部道路）は2013年6月30日に路線廃止され[5]、国道6号に昇格[6]）
- 54 井土長町線（広瀬橋北T字路 - 広瀬橋南十字路間は旧国道4号）
- 55 定義仙台線
- 56 仙台三本木線
- 57 大衡落合線
- 58 塩釜七ヶ浜多賀城線（塩竈市内に一方通行区間あり）
- 59 古川一迫線
- 60 鹿島台鳴瀬線
- 61 涌谷津山線
- 62 仙台山寺線（山形県道と共通。山形県境部は二口林道であり、県道としては未供用）
- 63 最上鬼首線（山形県道と共通） ※
- 64 北上津山線
- 65 気仙沼本吉線

### 仙台市主要地方道
- 90 仙台南環状線

## 一般県道

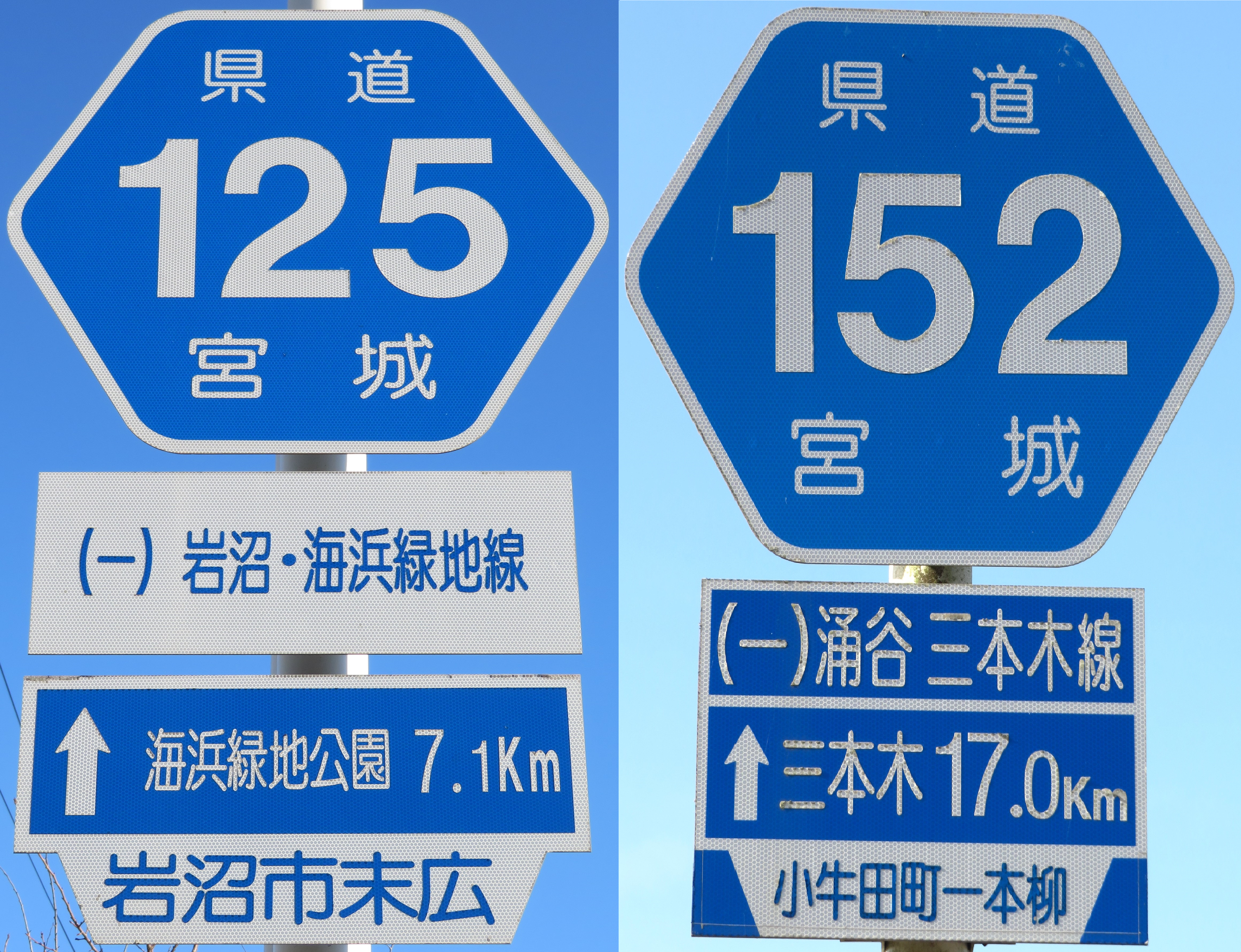
宮城県道における一般県道の路線番号標識設置例（路線名称板の路線名称の前に「（一）」が表記されている。設置場所・時期により名称板の様式が異なっている。）

### 101-200
- 101 丸森梁川線（福島県道と共通）
- 102 平松梁川線（福島県道と共通）
- 103 金山新地停車場線（福島県道と共通）
- 104 川前梁川線（福島県道と共通。宮城県内は全線国道349号と重用）
- 105 越河角田線
- 106 川前白石線（宮城県道最南端路線）
- 107 赤井畑国見線（福島県道と共通、福島県境部不通）
- 108 白石停車場線
- 109 白川犬卒都婆向山線（2019年3月29日に県道109号北白川停車場犬卒都婆線と県道112号北白川停車場向山線を統合[3]）
- 110 大河原高倉線
- 111 佐倉北郷線
- 112 （欠番 北白川停車場向山線は2019年3月29日に県道109号北白川停車場犬卒都婆線との統合により、県道109号白川犬卒都婆向山線となる[3]）
- 113 （欠番 船岡停車場線は2019年3月29日に宮城県道116号船岡停車場船迫線との統合により廃止[3]）
- 114 角田柴田線
- 115 蔵王大河原線
- 116 船岡停車場船迫線
- 117 槻木停車場線
- 118 名取村田線
- 119 碁石富岡線
- 120 （欠番 坂元停車場線は2019年3月29日に県道44号角田山元線に統合[3]）
- 121 （欠番 山下停車場線（旧国道6号）は2024年3月29日に廃止[7]）
- 122 亘理停車場線（旧国道6号）
- 123 荒浜港今泉線
- 124 岩沼停車場線（旧国道4号）
- 125 岩沼海浜緑地線
- 126 愛島名取線
- 127 （欠番 杉ヶ袋増田線は2025年3月28日に廃止[8]）
- 128 名取停車場線
- 129 閖上港線
- 130 南仙台停車場線
- 131 秋保温泉線
- 132 秋保温泉愛子線
- 133 作並停車場線
- 134 愛子停車場線
- 135 落合停車場線
- 136 北仙台停車場線
- 137 荒浜原町線（「新寺小路」）
- 138 原町停車場線
- 139 蒲生福田線
- 140 東仙台停車場線
- 141 今市福田線
- 142 岩切停車場線
- 143 多賀城停車場線
- 144 赤沼松島線
- 145 高城停車場線（旧国道45号）
- 146 小牛田松島線
- 147 桝沢吉岡線
- 148 （欠番  県道148号本町大衡線は2019年3月29日に県道16号石巻鹿島台大衡線との統合により、県道16号石巻鹿島台色麻線となる[3]）
- 149 鹿島台停車場線
- 150 鳴瀬南郷線
- 151 河南南郷線
- 152 涌谷三本木線
- 153 松山停車場線
- 154 北浦停車場線
- 155 涌谷停車場線
- 156 小野田三本木線
- 157 中新田三本木線
- 158 坂本古川線
- 159 柳沢中新田線
- 160 秋保温泉川崎線
- 161 鳥屋崎小野田線
- 162 清水下狼塚線（2019年3月29日に県道162号西古川停車場下狼塚線と県道163号西古川停車場清水線を統合[3]）
- 163 （欠番 西古川停車場清水線は2019年3月29日に県道162号西古川停車場下狼塚線との統合により、県道162号清水下狼塚線となる[3]）
- 164 岩出山停車場線
- 165 古川岩出山線
- 166 岩出山上蝦沢線
- 167 真山高清水線
- 168 池月停車場線
- 169 （欠番 川渡停車場線は2019年3月29日に廃止[3]）
- 170 鳴子停車場線（旧国道47号）
- 171 吹上鬼首線
- 172 志津川登米線
- 173 涌谷田尻線
- 174 田尻停車場線
- 175 田尻瀬峰線
- 176 若柳築館線
- 177 新田若柳線
- 178 花山一迫線
- 179 文字上尾松線
- 180 文字下細倉線
- 181 大鳥沢辺線
- 182 栗駒金成線
- 183 若柳花泉線（岩手県道と共通）
- 184 石越白崖線（岩手県道と共通。2019年3月29日に石越停車場白崖線から変更[3]）
- 185 有壁若柳線（岩手県道と共通）
- 186 油島栗駒線（岩手県道と共通）
- 187 大門有壁線（岩手県道と共通）
- 188 綱木黄海線（岩手県道と共通）
- 189 東和薄衣線（岩手県道と共通）
- 190 花泉迫線（岩手県道と共通。2019年3月29日に県道190号石森永井線と県道200号中田迫線を統合[3]）
- 191 鹿又広渕線（2019年3月29日に県道191号鹿又停車場広淵線と県道231号鹿又停車場線を統合[3]）
- 192 石巻雄勝線 ※
- 193 渡波停車場線
- 194 （欠番 女川停車場線は2014年7月15日に廃止[9]）
- 195 前谷地停車場線
- 196 神取河北線
- 197 北上河北線
- 198 新田米山線
- 199 米山迫線
- 200 （欠番 県道200号中田迫線は2019年3月29日に県道190号花泉迫線に統合[3]）

### 201-296
- 201 石森登米線
- 202 東和登米線
- 203 （欠番 有壁停車場線は2019年3月29日に県道187号大門有壁線に統合[3]）
- 204 河南鳴瀬線
- 205 矢本停車場線
- 206 馬籠志津川線 ※
- 207 （欠番 以前は県道207号気仙沼停車場線だった）
- 208 （欠番 県道208号大島線は2019年3月29日に県道218号大島浪板線に統合[3]）
- 209 上八瀬気仙沼線
- 210 （欠番 鹿折唐桑停車場線は2017年3月28日に廃止[10]）
- 211 上鹿折停車場線
- 212 小牛田停車場線
- 213 松島停車場線
- 214 網地島線
- 215 栗駒停車場線
- 216 大河原停車場線
- 217 出島線
- 218 大島浪板線
- 219 白沢停車場線
- 220 牡鹿半島公園線（牡鹿コバルトライン、以前は有料道路）
- 221 清水浜志津川港線
- 222 （欠番 寄井蔵王線は2019年3月29日に県道52号亘理村田線との統合により、県道52号亘理村田蔵王線となる[3]）
- 223 泉ヶ岳公園線
- 224 吉田山元線（2023年3月31日に県道224号吉田浜山元線が廃止され、県道224号吉田山元線となる）
- 225 泊崎半島線（旧国道45号）
- 226 岩出山宮崎線（旧国道47号）
- 227 仙台亘理自転車道線（別名｢仙台湾自転車道｣）
- 228 相馬大内線（福島県道と共通。旧国道113号）
- 229 （欠番 竹谷幡谷線は2019年3月29日に県道241号大和幡谷線との統合により、県道241号竹谷大和線となる[3]）
- 230 小島豊里線
- 231 （欠番 鹿又停車場線は2019年3月29日に県道191号鹿又停車場広淵線と統合[3]）
- 232 （欠番 上代寺前線は2019年3月29日に県道110号大河原高倉線に統合[3]）
- 233 馬籠東和線
- 234 稲井沢田線
- 235 荒井荒町線
- 236 払川町向線
- 237 瀬峰豊里線
- 238 釜谷大須雄勝線（旧国道398号）
- 239 馬場只越線
- 240 石巻女川線（日和大橋は以前有料道路）
- 241 竹谷大和線（2019年3月29日に県道229号竹谷幡谷線と県道241号大和幡谷線を統合[3]）
- 242 大迫松山線
- 243 大塩小野停車場線
- 244 （欠番 半田山下線は2011年9月30日に廃止[11]）
- 245 角田大内線
- 246 石巻松島自転車道線（別名「奥松島自転車道」）
- 247 石巻工業港矢本線
- 248 沼倉鳴子線 ※
- 249 岩入一迫線 ※
- 250 （欠番 くりこま高原停車場線は2019年3月29日に県道268号くりこま高原停車場伊豆沼線との統合により、県道268号伊豆沼くりこま高原駅線となる[3]）
- 251 石巻港インター線
- 252 出島竹浦線 （全線未供用）
- 253 鳴子池月線
- 254 南蔵王白石線
- 255 青根蔵王線 ※
- 256 西成田宮床線
- 257 河南登米線
- 258 仙台館腰線
- 259 加瀬沼公園線
- 260 利府停車場総合運動公園線
- 261 大衡駒場線
- 262 最上小野田線（山形県道と共通） ※
- 263 泉ヶ丘熊ヶ根線（泉区内に不通区間あり）
- 264 大衡仙台線（大和町内・大衡村内に一部未開通区間あり）
- 265 河南石巻港インター線
- 266 化女沼公園線
- 267 鳴子小野田線
- 268 伊豆沼くりこま高原駅線（2019年3月29日に県道250号くりこま高原停車場線と県道268号くりこま高原停車場伊豆沼線を統合[3]）
- 269 亘理インター線
- 270 利府岩切停車場線
- 271 利府中インター線
- 272 角田山下線
- 273 仙台名取線[12]（旧国道4号）
- 274 美田園増田線[13]
- 275 - 294 （欠番）
- 295 藤沢大籠線（岩手県道と共通、ただし全区間岩手県の管理。岩手県道単独時代の路線番号は155)
- 296 石巻女川インター線[14]